# Назари, Константин
Константин Назари (рум. Constantin Nazarie; 16 марта 1865, Градиштя Текучского жудеца Соединённые княжества Молдавии и Валахии — 21 марта 1926, Бухарест) — румынский священник Румынской православной церкви, протоиерей (1915), педагог, профессор богословия, переводчик. Организатор службы капелланства в румынской армии.

## Биография
Из крестьян. Отец его пел в деревенской церкви. С 1881 года учился в духовной семинарии. В 1885 году продолжил изучать богословие в семинарии в Яссах, а затем в духовной академии в Киеве. Находился под покровительством Мелхиседека (Стефанеску), епископа Румынской православной церкви. Хорошо знал русский язык, читал в подлиннике произведения Достоевского и Толстого. Осуществил несколько переводов церковных текстов, а по возвращении на родину активизировал свою переводческую деятельность.
В 1894 года был назначен секретарём и старшим преподавателем Румынской семинарии, занимал также должность директора канцелярии Румынского епископата. Был рукоположён в 1896 году.
В конце 1896 года стал профессором и директором Богословской семинарии, позже в 1904 году перешёл в Главную духовную семинарию в Бухаресте и был назначен профессором кафедры нравственного богословия богословского факультета.
Организовал и возглавил первый Конгресс учителей религиоведения, состоявшийся в Бухаресте 2—5 октября 1912 года. Мероприятие имело большой успех, поэтому ему доверили проведение первого Конгресса православного духовенства Великой Румынии.
Во время Первой мировой войны в 1915 году — организатор и лидер службы румынских военных священников, создал Духовную армейскую службу. В 1916—1918 годах благодаря его инициативе были мобилизованы 252 священника.
Автор нескольких сочинений: «Взаимосвязь между нравственным богословием и догматическим богословием» (Бухарест, 1904), «Борьба с основными адвентистскими учениями» (Бухарест, 1913), «Инструкции об обязанностях армейских священников», «Проповеди для солдат и молитвы для короля, армии и народа во время войны», «Душевное вооружение румынского солдата», «Деятельность армейских священников в Кампании 1916—1918 гг.» (Бухарест, 1921).
Похоронен на Военном кладбище Беллу в Бухаресте.

## Награды
- Орден Короны Румынии 1 степени
- Орден Звезды Румынии